# Alton Lister
Alton Lavelle Lister (Dallas, Texas, 1 de octubre de 1958) es un exjugador y entrenador de baloncesto estadounidense que disputó 16 temporadas en la NBA, además de tener una breve incursión en la liga italiana. Con 2,13 metros de estatura, jugaba en la posición de pívot.

## Trayectoria deportiva

### Universidad
Jugó durante cuatro temporadas con los Sun Devils de la Universidad Estatal de Arizona, en las que promedió 12,0 puntos, 8,2 rebotes y 1,8 tapones por partido. Fue convocado por la selección de Estados Unidos para disputar los Juegos Olímpicos de Moscú de 1980, a los que finalmente su país no acudió a causa del boicot.

### Profesional
Fue elegido en la vigésimo primera posición del Draft de la NBA de 1981 por Milwaukee Bucks, donde se convirtió en un especialista defensivo. En su segundo año como profesional, en la temporada 1982-83, entró por primera y única vez en su carrera en las votaciones para elegir el MVP de la NBA, quedando en decimoquinta posición, gracias a unos promedios de 8,4 puntos, 7,1 rebotes y 2,2 tapones por partido.
Las dos siguientes temporadas se convertiría en el pívot titular de los Bucks, apareciendo siempre entre los diez mejores taponadores de la liga. En la temporada 1985-86 perdería tal condición en favor de Randy Breuer, siendo traspasado al año siguiente a Seattle Supersonics junto con dos futuras primeras rondas del draft a cambio de Jack Sikma y dos segundas rondas. Su primera temporada con los Sonics fue la mejor de su carrera en lo que a estadísticas se refiere, promediando 11,6 puntos y 9,4 rebotes por noche. Tras dos temporadas más a un buen nivel, en 1989 fue traspasado a Golden State Warriors a cambio de una futura primera ronda del draft, que acabaría siendo Gary Payton.
Su primera temporada con los Warriors la pasó prácticamente en blanco, debido a una lesión, jugando tres temporadas más, en las cuales fue perdiendo protagonismo paulatinamente, hasta ser despedido en marzo de 1993. Decidió entonces probar fortuna en la liga italiana, fichando por el Recoaro Milano, pero únicamente disputó 3 partidos, en los que promedió 5,3 puntos y 6,6 rebotes. Tras esa breve experiencia internacional, regresó a su país, firmando de nuevo con los Milwaukee Bucks como agente libre, donde jugó temporada y media antes de ser traspasado a Boston Celtics junto con Todd Day a cambio de Sherman Douglas. Allí se dedicó durante dos temporadas a dar minutos de descanso a Dino Radja, hasta que los Celtics renunciaron a sus derechos. Ya con 39 años, en la temporada 1997-98 firmó con Portland Trail Blazers, donde jugaría sus últimos 7 partidos como profesional, promediando 0,9 puntos y 1,6 rebotes. En el total de su larga carrera como profesional promedió 6,6 puntos, 6,3 rebotes y 1,5 tapones, cifra esta última que lo sitúa entre los 40 mejores taponadores de la historia de la NBA.

## Estadísticas de su carrera en la NBA

### Temporada regular
| Año     | Equipo       | PJ  | PT  | MPP  | %TC  | %3P  | %TL   | RPP | APP | ROB | TPP | PPP  |
| ------- | ------------ | --- | --- | ---- | ---- | ---- | ----- | --- | --- | --- | --- | ---- |
| 1981–82 | Milwaukee    | 80  | 23  | 14.8 | .519 | .000 | .520  | 4.8 | 1.1 | 0.2 | 1.5 | 4.5  |
| 1982–83 | Milwaukee    | 80  | 37  | 23.6 | .529 | .000 | .537  | 7.1 | 1.4 | 0.6 | 2.2 | 8.4  |
| 1983–84 | Milwaukee    | 82  | 72  | 23.8 | .500 | .000 | .626  | 7.4 | 1.3 | 0.5 | 1.7 | 7.6  |
| 1984–85 | Milwaukee    | 81  | 80  | 25.8 | .538 | .000 | .588  | 8.0 | 1.6 | 0.6 | 2.1 | 9.9  |
| 1985–86 | Milwaukee    | 81  | 19  | 22.4 | .551 | .000 | .602  | 7.3 | 1.2 | 0.6 | 1.8 | 9.8  |
| 1986–87 | Seattle      | 75  | 75  | 30.5 | .504 | .000 | .675  | 9.4 | 1.5 | 0.4 | 2.4 | 11.6 |
| 1987–88 | Seattle      | 82  | 55  | 22.1 | .504 | .500 | .606  | 7.6 | 0.7 | 0.3 | 1.7 | 5.6  |
| 1988–89 | Seattle      | 82  | 82  | 22.0 | .499 | .000 | .646  | 6.6 | 0.7 | 0.3 | 2.2 | 8.0  |
| 1989–90 | Golden State | 3   | 0   | 13.3 | .500 | .000 | .571  | 2.7 | 0.7 | 0.3 | 0.0 | 4.0  |
| 1990–91 | Golden State | 77  | 65  | 20.2 | .478 | .000 | .569  | 6.3 | 1.2 | 0.3 | 1.2 | 6.4  |
| 1991–92 | Golden State | 26  | 12  | 11.3 | .557 | .000 | .424  | 3.5 | 0.5 | 0.2 | 0.6 | 3.9  |
| 1992–93 | Golden State | 20  | 9   | 8.7  | .452 | .000 | .538  | 2.2 | 0.3 | 0.0 | 0.5 | 2.3  |
| 1994–95 | Milwaukee    | 60  | 32  | 12.9 | .493 | .000 | .500  | 3.9 | 0.2 | 0.3 | 1.0 | 2.8  |
| 1995–96 | Milwaukee    | 7   | 5   | 12.6 | .444 | .000 | 1.000 | 4.1 | 0.6 | 0.0 | 0.4 | 1.4  |
| 1995–96 | Boston       | 57  | 14  | 11.4 | .490 | .000 | .629  | 4.4 | 0.3 | 0.1 | 0.7 | 2.3  |
| 1996–97 | Boston       | 53  | 2   | 9.7  | .416 | .000 | .742  | 3.2 | 0.2 | 0.2 | 0.3 | 1.6  |
| 1997–98 | Portland     | 7   | 0   | 6.3  | .375 | .000 | .000  | 1.6 | 0.1 | 0.1 | 0.1 | 0.9  |
| Total   | Total        | 953 | 582 | 19.9 | .512 | .111 | .597  | 6.3 | 1.0 | 0.4 | 1.5 | 6.6  |

### Playoffs
| Año     | Equipo       | PJ | PT | MPP  | %TC  | %3P  | %TL  | RPP | APP | ROB | TPP | PPP  |
| ------- | ------------ | -- | -- | ---- | ---- | ---- | ---- | --- | --- | --- | --- | ---- |
| 1981–82 | Milwaukee    | 6  | -  | 18.7 | .583 | .000 | .714 | 4.5 | 0.8 | 0.3 | 2.5 | 5.5  |
| 1982–83 | Milwaukee    | 9  | -  | 22.9 | .429 | .000 | .800 | 6.8 | 1.2 | 1.0 | 1.7 | 6.4  |
| 1983–84 | Milwaukee    | 16 | -  | 23.0 | .500 | .000 | .625 | 6.0 | 0.6 | 0.3 | 1.5 | 6.8  |
| 1984–85 | Milwaukee    | 8  | 8  | 25.4 | .450 | .000 | .469 | 7.8 | 1.9 | 0.8 | 1.9 | 8.6  |
| 1985–86 | Milwaukee    | 14 | 1  | 23.9 | .641 | .000 | .603 | 6.9 | 0.9 | 0.5 | 1.6 | 11.9 |
| 1986–87 | Seattle      | 9  | 7  | 22.9 | .400 | .000 | .700 | 6.2 | 0.8 | 0.8 | 1.4 | 6.0  |
| 1987–88 | Seattle      | 5  | 5  | 15.4 | .706 | .000 | .800 | 5.8 | 1.0 | 0.2 | 1.0 | 5.6  |
| 1988–89 | Seattle      | 8  | 8  | 20.0 | .436 | .000 | .846 | 4.8 | 0.3 | 0.3 | 2.6 | 7.0  |
| 1990–91 | Golden State | 6  | 5  | 12.0 | .480 | .000 | .400 | 4.7 | 0.3 | 0.0 | 1.2 | 4.3  |
| 1991–92 | Golden State | 4  | 3  | 11.8 | .400 | .000 | .800 | 2.8 | 0.3 | 0.0 | 1.0 | 4.0  |
| 1997–98 | Portland     | 2  | 0  | 5.5  | .333 | .000 | .000 | 1.0 | 0.0 | 0.0 | 0.5 | 1.0  |
| Total   | Total        | 87 | 37 | 20.7 | .505 | .000 | .640 | 5.8 | 0.8 | 0.4 | 1.6 | 7.1  |